# 異形戰場 (遊戲)
《異形戰場》是卡普空1994年4月發行的橫向式動作遊戲，此作品將同類型遊戲少見的連擊要素加入其中，難度雖高但遊戲性十足，改編自黑馬漫畫（Dark Horse Comics）出版的同名漫畫，2004年、2008年上映的同名電影與本作沒有直接關係。

## 劇情簡介
西岸城市聖多藍發出不明生物進攻的紅色警戒，軍方聞訊後出兵鎮壓，只有短短72小時，軍方死傷慘重，剩下兩名軍方強化人陷入苦戰，而後一群天外來客介入他們之間的戰爭，名為終極戰士的天外來客。

## 角色

### 主要角色
- 終極戰士－獵人（PREDATOR HUNTER）

年輕，血氣方剛的終極戰士，主武器為偃月刀。
- 終極戰士－鬥士（PREDATOR WARRIOR）

年老，經驗豐富並冷靜的終極戰士，主武器為長槍。
- 黑澤玲中尉（RIN KUROSAWA）

本作原創女角，其速度性能為最高，主武器為空手。
- 達奇・雪佛少校（Dutch Schaefer）

軍方對異星生物用的強化人士兵，主武器為改造拳頭，四個角色中攻擊力最強的角色也是唯一一位可以揮舞撿拾武器的角色，但是攻擊與移動速度非常的慢。

### 敵人

#### 異形
- 潛行者異形（STALKER）

- 戰士異形（WARRIOR）

- 粉碎者異形（SMASHER）

- 防衛者異形（DEFENDER）

- 蜘蛛網異形（ARACHNOID）

- 皇家護衛（ROYAL GUARD）

- 卵室體（EGG CHAMBER）

- 抱臉體（FACE HUGGER）

- 破胸體（CHEST BUSTER）

- 寄生體（INFECTOID）

#### 宇宙海軍陸戰隊
災害最大始作俑者，部分軍方人士跟「緯倫企業」勾結，共同製作以及運輸生物兵器，但不慎外洩造成這大災害，事後更想把主角們滅口以消滅證據。
- PRIVATE

- CORPORAL

- SERGEANT

- 凱尼爾上校

本作幕後黑手，但最後被異形女王殺害。